# العلاقات التشيلية السلوفينية
العلاقات التشيلية السلوفينية هي العلاقات الثنائية التي تجمع بين تشيلي وسلوفينيا.

## مقارنة بين البلدين
هذه مقارنة عامة ومرجعية للدولتين:
| وجه المقارنة                                              | تشيلي                         | سلوفينيا                                                      |
| --------------------------------------------------------- | ----------------------------- | ------------------------------------------------------------- |
| المساحة (كم2)                                             | 756.10 ألف                    | 20.27 ألف                                                     |
| عدد السكان (نسمة)                                         | 17.37 مليون                   | 2.07 مليون                                                    |
| الكثافة السكانية (ن./كم²)                                 | 22.97                         | 102.12                                                        |
| العاصمة                                                   | سانتياغو                      | ليوبليانا                                                     |
| اللغة الرسمية                                             | اللغة الإسبانية               | اللغة السلوفينية، اللغة الإيطالية، لغة مجرية                  |
| العملة                                                    | بيزو تشيلي، وحدة حساب تشيلية ‏ | يورو، تولار سلوفيني                                           |
| الناتج المحلي الإجمالي (بليون دولار)                      | 277.08 مليار                  | 48.77 مليار                                                   |
| الناتج المحلي الإجمالي (تعادل القوة الشرائية) بليون دولار | 419.39 مليار                  | 66.01 مليار                                                   |
| الناتج المحلي الإجمالي الاسمي للفرد دولار أمريكي          | 13.42 ألف                     | 20.73 ألف                                                     |
| الناتج المحلي الإجمالي للفرد دولار أمريكي                 | 22.07 ألف                     | 30.40 ألف                                                     |
| مؤشر التنمية البشرية                                      | 0.832                         | 0.880                                                         |
| رمز المكالمات الدولي                                      | +56                           | +386                                                          |
| رمز الإنترنت                                              | .cl                           | .si                                                           |
| المنطقة الزمنية                                           | 00، 00، 00، 00                | توقيت وسط أوروبا، ت ع م+01:00، ت ع م+02:00، أوروبا/ليوبليانا ‏ |

## منظمات دولية مشتركة
يشترك البلدان في عضوية مجموعة من المنظمات الدولية، منها:
| علم المنظمة | اسم المنظمة                               | تاريخ انضمام تشيلي | تاريخ انضمام سلوفينيا |
| ----------- | ----------------------------------------- | ------------------ | --------------------- |
|             | مؤسسة التنمية الدولية                     | 30 ديسمبر 1960     | 25 فبراير 1993        |
|             | يونسكو                                    | 7 يوليو 1953       | 27 مايو 1992          |
|             | وكالة ضمان الاستثمار متعدد الأطراف        | 12 أبريل 1988      | 19 مارس 1993          |
|             | منظمة التعاون الاقتصادي والتنمية          | ?                  | ?                     |
|             | الأمم المتحدة                             | 24 أكتوبر 1945     | 22 مايو 1992          |
|             | الفريق المعني برصد الأرض                  | ?                  | ?                     |
|             | الاتحاد البريدي العالمي                   | ?                  | ?                     |
|             | البنك الدولي للإنشاء والتعمير             | 31 ديسمبر 1945     | 25 فبراير 1993        |
|             | المنظمة الهيدروغرافية الدولية             | ?                  | ?                     |
|             | الاتحاد الدولي للاتصالات                  | 1908               | 16 يونيو 1992         |
|             | منظمة حظر الأسلحة الكيميائية              | ?                  | ?                     |
|             | مؤسسة التمويل الدولية                     | 15 أبريل 1957      | 25 فبراير 1993        |
|             | المركز الدولي لتسوية المنازعات الاستشارية | 24 أكتوبر 1991     | 6 أبريل 1994          |
|             | منظمة التجارة العالمية                    | ?                  | ?                     |
|             | منظمة الشرطة الجنائية الدولية             | ?                  | ?                     |

## أعلام
هذه قائمة لبعض الشخصيات التي تربطها علاقات بالبلدين:
- غاستون كاسترو (حكم كرة قدم تشيلي، 23 أغسطس 1948 – )
- هانز بودليبنيك (لاعب كرة مضرب تشيلي، 9 يناير 1988 – )

## وصلات خارجية
- موقع وزارة الخارجية التشيلية
- موقع وزارة الخارجية السلوفينية